# 김경란 (방송인)
김경란(金璟蘭, 1977년 9월 28일 ~ )은 대한민국의 방송인이다.

## 학력
- 1989년 서울세륜초등학교 졸업
- 1993년 오륜중학교 졸업
- 1996년 창덕여자고등학교 졸업
- 2001년 이화여자대학교 철학과, 경영학과 학사

## 경력
- 1999년: 부산MBC 아나운서
- 2001년 10월: KBS 제27기 공채 아나운서(KBS청주방송총국 지역근무)

## 진행

### 텔레비전
| 연도            | 방송사      | 프로그램                   | 담당       | 진행 기간 | 비고                                    |
| --------------- | ----------- | -------------------------- | ---------- | --- | --------------------------------------- |
| 2001            | KBS 청주    | 열려라 동요세상            | 진행       | 2001년 ~ 2002년                                                                                                   |                                         |
| 2001            | KBS 청주    | 6시 내고향                 | 리포터     | 2001년 ~ 2002년                                                                                                   | 청주 연결(충북권)                       |
| 2002            | KBS2        | 쇼 파워 비디오             | 진행       | 2002년 3월 10일 ~ 2003년 6월 22일                                                                                 | 일요일                                  |
| 2002            | KBS2        | 풍물기행 세계를 가다       | 2          | 002년 4월 22일 ~ 2003년 2월 28일                                                                                  |                                         |
| 2002            | KBS1        | KBS 뉴스라인               | 진행       | 2002년 10월 28일 ~ 2003년 6월 20일                                                                                | [ 1 ]                                   |
| 2003년 ~ 2005년 | KBS1        | KBS 뉴스광장               | 진행       | 2003년 6월 23일 ~ 2005년 4월 29일                                                                                 | 평일                                    |
| 2003년 ~ 2005년 | KBS1        | KBS 뉴스광장               | 진행       | 2003년 6월 28일 ~ 2004년 10월 30일                                                                                | 토요일                                  |
| 2004            | KBS1        | KBS 930 뉴스               | 임시진행   | 2004년 7월 26일 ~ 2004년 7월 28일                                                                                 | 평일 임시진행                           |
| 2003            | KBS1        | 좋은나라 운동본부          | 진행       | 2003년 6월 27일 ~ 2003년 10월 31일                                                                                |                                         |
| 2003            | KBS2        | 토요 영화탐험              | 진행       | 2003년 11월 8일 ~ 2005년 10월 29일                                                                                |                                         |
| 2003            | KBS2        | TV는 사랑을 싣고           | 출연       | |                                         |
| 2003            | KBS 코리아  | 2003 KBS 바둑대축제        | 특별진행   | |                                         |
| 2003            | KBS1        | TV, 책을 말하다            | 진행       | 2003년 11월 4일 ~ 2004년 4월 27일                                                                                 |                                         |
| 2004            | KBS2        | 스펀지                     | 첫진행     | 2004년 8월 28일 ~ 2006년 12월 30일                                                                                |                                         |
| 2009            | KBS2        | 스펀지                     | 재진행     | 2009년 4월 24일 ~ 2012년 9월 21일                                                                                 |                                         |
| 2004            | KBS1        | 열린음악회                 | 진행       | 2004년 9월 5일 ~ 2006년 11월 19일                                                                                 |                                         |
| 2006            | KBS2        | 위기탈출 넘버원            | 진행       | 2006년 1월 7일 | 24회                                    |
| 2006~2007       | KBS1        | 피플 세상속으로            | 내레이션   | 2006년 12월 15일 外                                                                                               | 316회 편견을 넘어서, 장애인 검객부부 外 |
| 2006            | KBS2        | 생방송 세상의 아침         | 진행       | 2006년 11월 25일 ~ 2006년 12월 30일                                                                               | 토요일                                  |
| 2007            | KBS1        | KBS 뉴스 9                 | 진행       | 2007년 1월 1일 ~ 2008년 11월 14일                                                                                 | 평일                                    |
| 2007 ~ 2008     | KBS1        | KBS 뉴스 9                 | 임시진행   | 2007년 2월 10일 2007년 4월 28일 ~ 2007년 4월 29일 2007년 9월 8일 ~ 2007년 9월 9일 2008년 2월 2일 ~ 2008년 2월 3일 | 주말 임시진행                           |
| 2007            | KBS1        | 사랑의 리퀘스트            | 진행       | 2007년 5월 5일 ~ 2012년 9월 15일                                                                                  |                                         |
| 2008            | KBS2        | 생방송 시사360             | 진행       | 2008년 11월 17일 ~ 2009년 10월 15일                                                                               |                                         |
| 2009            | KBS1        | 기업 열전 K1               | 진행       | 2009년 10월 22일 ~ 2010년 12월 30일                                                                               |                                         |
| 2011            | KBS2        | 생생정보통                 | 진행       | 2011년 11월 7일 ~ 2012년 8월 29일                                                                                 |                                         |
| 2011            | KBS2        | 개그콘서트                 | 진행       | 2011년 7월 3일 | 600회 특집 - 특별출연                   |
| 2013            | 스토리온    | 토크 앤 시티               |            | 2013년 3월 14일 ~ 2013년 5월 16일                                                                                 |                                         |
| 2013            | MBN         | 인생고민 해결SHOW 신세계   |            | |                                         |
| 2013            | 채널A       | 꿈을 쏘다                  |            | 2013년 5월 11일 ~ 2013년 6월 1일                                                                                  |                                         |
| 2013            | tvN         | 환상속의 그대              |            | 2013년 7월 3일 ~ 2013년 9월 4일                                                                                   |                                         |
| 2014            | JTBC        | 백만장자 엘리베이터        |            | 2014년 11월 30일                                                                                                  |                                         |
| 2014            | CGNTV       | 통일 북소리                |            | |                                         |
| 2015            | TV조선      | 내 몸 사용설명서           |            | 2015년 9월 13일 ~ 2018년 2월 2일                                                                                  |                                         |
| 2015 ~ 2016     | CTS기독교TV | 고민있수다                 |            | 2015년 9월 23일 ~ 2016년 6월 30일                                                                                 |                                         |
| 2018            | MBC         | 미스터리 음악쇼 복면가왕   |            | 2018년 12월 9일 ~ 2018년 12월 16일                                                                                |                                         |
| 2015            | KBS2        | 1 대 100                   | 1인 참가자 | 2015년 11월 10일                                                                                                  | 410회, 이후 다시보기 최종 불가          |
| 2019            | MBN         | 우리 다시 사랑할 수 있을까 |            | 2019년 11월 13일 ~ 2020년 1월 29일                                                                                |                                         |
| 2020            | KBS2        | 옥탑방의 문제아들          |            | 2020년 5월 11일                                                                                                   |                                         |
| 2021            | SBS         | 불타는 청춘                |            | 2021년 3월 2일 ~ 2021년 3월 16일                                                                                  |                                         |

### 라디오
| 연도 | 방송사                | 프로그램              | 진행 기간                           |
| ---- | --------------------- | --------------------- | ----------------------------------- |
| 2002 | KBS 2FM               | 김경란의 러빙유       | 2002년 10월 21일 ~ 2003년 5월 11일  |
| 2009 | KBS 클래식FM          | 클래식 산책           | 2009년 4월 27일 ~ 2010년 10월 29일  |
| 2018 | 국악방송              | 문화시대 김경란입니다 | 2018년 11월 14일 ~ 2022년 12월 30일 |
| 2020 | KBS 쿨FM KBS 클래식FM | 경란파워              | 2020년 6월 22일 ~ 2025년 4월 6일    |

## 출연

### 영화
| 개봉 연도 | 제목   | 배역               | 비고 |
| --------- | ------ | ------------------ | ---- |
| 2022      | 압꾸정 | 러브 페이스 진행자 |      |

## 광고
- 아이소이
- 동국제약 인사돌
- 뇌새김

## 홍보대사
- 2003년 Love米 홍보대사
- 2010년 초록우산 어린이재단 홍보대사
- 2011년 대한지적공사 홍보대사
- 2013년 제1대 육군 홍보위원

## 수상
- 2004년 제3회 KBS 연예대상 신인상
- 2011년 제10회 KBS 연예대상 우수상

## 참고 사항
- 김상민 의원과 2015년 1월 결혼했지만 2018년 4월 이혼했다[6].

- 본인이 처음으로 TV 진행을 맡았던 KBS 2TV 쇼 파워 비디오는 김경란 아나운서 외에도[6] 원년멤버 김원희가 MBC 정오의 희망곡 라디오 DJ 활동-영화 울랄라 씨스터즈 촬영 등의 스케줄 문제 탓인지[7] 13회 만에 그만둔 뒤 후임으로 들어온[8] 안연홍, 또다른 원년멤버 김미화가 가정사[9][10]로 낙마해야 했다.

- 여담으로 현 경상남도 도지사인 김경수가 그녀의 친척 오빠이다.